# Samoas damlandslag i fotboll
Samoas damlandslag i fotboll representerar Samoa i fotboll på damsidan. Dess förbund är Football Federation Samoa (Samoas fotbollsförbund).